# Stay (Faraway, So Close!)
Stay (Faraway, So Close!) – piosenka rockowej grupy U2, pochodząca z jej wydanego w 1993 roku albumu, Zooropa. 22 listopada 1993 roku utwór został wydany jako trzeci singel promujący tę płytę.
Piosenka była zainspirowana muzyką Franka Sinatry. Bono nagrał w duecie z Sinatrą utwór „I've Got You Under My Skin”, który znalazł się na wydaniu singla.
W wywiadzie udzielonym magazynowi Rolling Stone, Bono przyznał, że „Stay (Faraway, So Close!)” jest jedną z jego ulubionych piosenek U2 i możliwe, że najbardziej niedocenioną w twórczości zespołu.
Utwór znalazł się na dwóch koncertowych wideach grupy: Zoo TV: Live from Sydney i Elevation: Live from Boston.

## Lista utworów

### Wersja 1
1. „Stay (Faraway, So Close!)” – 4:58
2. „I've Got You Under My Skin” – 3:32

Wydanie na CD i kasetach magnetofonowych.

### Wersja 2
1. „Stay (Faraway, So Close!)” – 4:58
2. „I've Got You Under My Skin” – 3:32
3. „Lemon” (edycja Bad Yard Club) – 5:19
4. „Lemon” (The Perfecto Mix) – 8:57

Pierwsza wersja na CD.

### Wersja 3
1. „Stay (Faraway, So Close!)” – 4:58
2. „Slow Dancing” – 3:20
3. „Bullet the Blue Sky” (Na żywo z Dublina, 28 sierpnia 1993) – 5:32
4. „Love Is Blindness” (Na żywo z Nowego Jorku, 30 sierpnia 1992) – 5:58

Pierwsza wersja na CD.

### Wersja 4
1. „Stay (Faraway, So Close!)” – 4:58
2. „I've Got You Under My Skin” – 3:32
3. „Slow Dancing” – 3:20
4. „Bullet the Blue Sky” (Na żywo z Dublina, 28 sierpnia 1993) – 5:32
5. „Love is Blindness” (Na żywo z Nowego Jorku, 30 sierpnia 1992) – 5:58
6. „Lemon” (Bad Yard Club Edit) – 5:19

Wydanie na CD w Stanach Zjednoczonych.

## Pozycje na listach
| Rok  | Lista                                      | Pozycja |
| ---- | ------------------------------------------ | ------- |
| 1993 | Wielka Brytania (UK Singles Chart)         | #4      |
| 1993 | Australia (ARIA Charts)                    | #5      |
| 1993 | Stany Zjednoczone (Mainstream Rock Tracks) | #12     |
| 1993 | Stany Zjednoczone (Modern Rock Tracks)     | #15     |
| 1993 | Stany Zjednoczone (Billboard Hot 100)      | #61     |